# BYK-Chemie
Die BYK-Chemie GmbH ist ein Hersteller von Additiven und Messinstrumenten mit Hauptsitz in Wesel. BYK-Chemie ist einer von vier Geschäftsbereichen der Altana AG.
Die Altana AG befindet sich vollständig im Besitz der SKion GmbH, die sich vollständig im Besitz von Susanne Klatten befindet.

## Anwendungen
Zu den Anwendungsgebieten von BYK Additive zählen die Lack-, die Druckfarben-, die Kunststoff- und die Öl-/Gas-Industrie. Sie werden aber auch bei der Herstellung von Pflegemitteln, bei der Herstellung von Klebstoffen und Dichtmassen sowie in der Bauchemie verwendet. Der Geschäftsbereich Instrumente (BYK-Gardner GmbH) entwickelt Messgeräte zur Beurteilung von Farbe, Erscheinungsbild und physikalischen Eigenschaften von Lacken, Kunststoffen und Papieroberflächen.
Im Jahr 2024 steigerte BYK seinen Umsatz nominal und operativ um 11 Prozent auf 1,337 Mrd. Euro.

## Geschichte
1873 gründete Heinrich Byk in Berlin unter seinem Namen eine chemische Fabrik, in der er zunächst Schlafmittel produzierte. 1917 fusionierte die Firma mit den Farb- und Gerbstoffwerken zur Byk-Guldenwerke AG; später kam die fotochemische Fabrik Ernst Lomberg hinzu. Das erste BYK-Additiv kam im Jahr 1935 für Lacke auf den Markt. Es sorgte dafür, dass sich Pigmente in Lacken gleichmäßig verteilen können. BYK gründete 1962 den Standort Wesel und begann dort mit der Produktion von Lack- und Kunststoffadditiven. Das Unternehmen verfügt über Produktionsstätten in Deutschland (Wesel, Kempen, Moosburg an der Isar, Schkopau und Geretsried), in den Niederlanden (Deventer, Nijverdal und Denekamp), in Großbritannien (Widnes), in den USA (Wallingford, Gonzales, Chester, Louisville, Earth City und Pittsford) sowie in China (Shanghai).